# Hevesi Janka
Hevesi Janka, született Heller Janka (Pest, 1863. július 22. – Budapest, Terézváros, 1937. február 27.) operaénekesnő.

## Életútja
Heller Adolf (1827–1912) kereskedő és Plesch Sarolta leánya. Operaiskolát végzett, mely után 1888. augusztus havában a Népszínházhoz szerződött, innen 1889-ben vidékre ment, majd 1891. június 8-án a budai színkörben bemutatkozott az Orpheus című operett Euridike szerepében. 1903. október 1-től a Magyar Királyi Operaház karénekesnője lett, majd 1925. július 1-jén nyugalomba vonult. 1937. március 1-jén helyezték örök nyugalomra a rákoskeresztúri (Kozma utcai) izraelita temetőben.

## Főbb szerepei
- Recha (Zsidónő)
- Leonóra (Troubadour)
- Santuzza (Parasztbecsület)
- Ellen (Suhanc)
- Herceg (Kis herceg)